# Tilly van der Zwaard
Tilly van der Zwaard (Países Bajos, 18 de enero de 1938-Florida, 6 de febrero de 2019) fue una atleta neerlandesa especializada en la prueba de 400 m, en la que consiguió ser medallista de bronce europea en 1962.

## Carrera deportiva
En el Campeonato Europeo de Atletismo de 1962 ganó la medalla de bronce en los 400 metros, llegando a meta con un tiempo de 54.4 s, tras la soviética Mariya Itkina (oro con 53.4 s que fue récord de los campeonatos) y la británica Joy Grieveson (plata).